# Universidad de Rostock
La Universidad de Rostock es una universidad de Rostock, Mecklemburgo-Pomerania Occidental, Alemania. Fundada en 1419 por el papa Martín V, es la universidad más antigua del norte de Europa.[cita requerida]

## Descripción

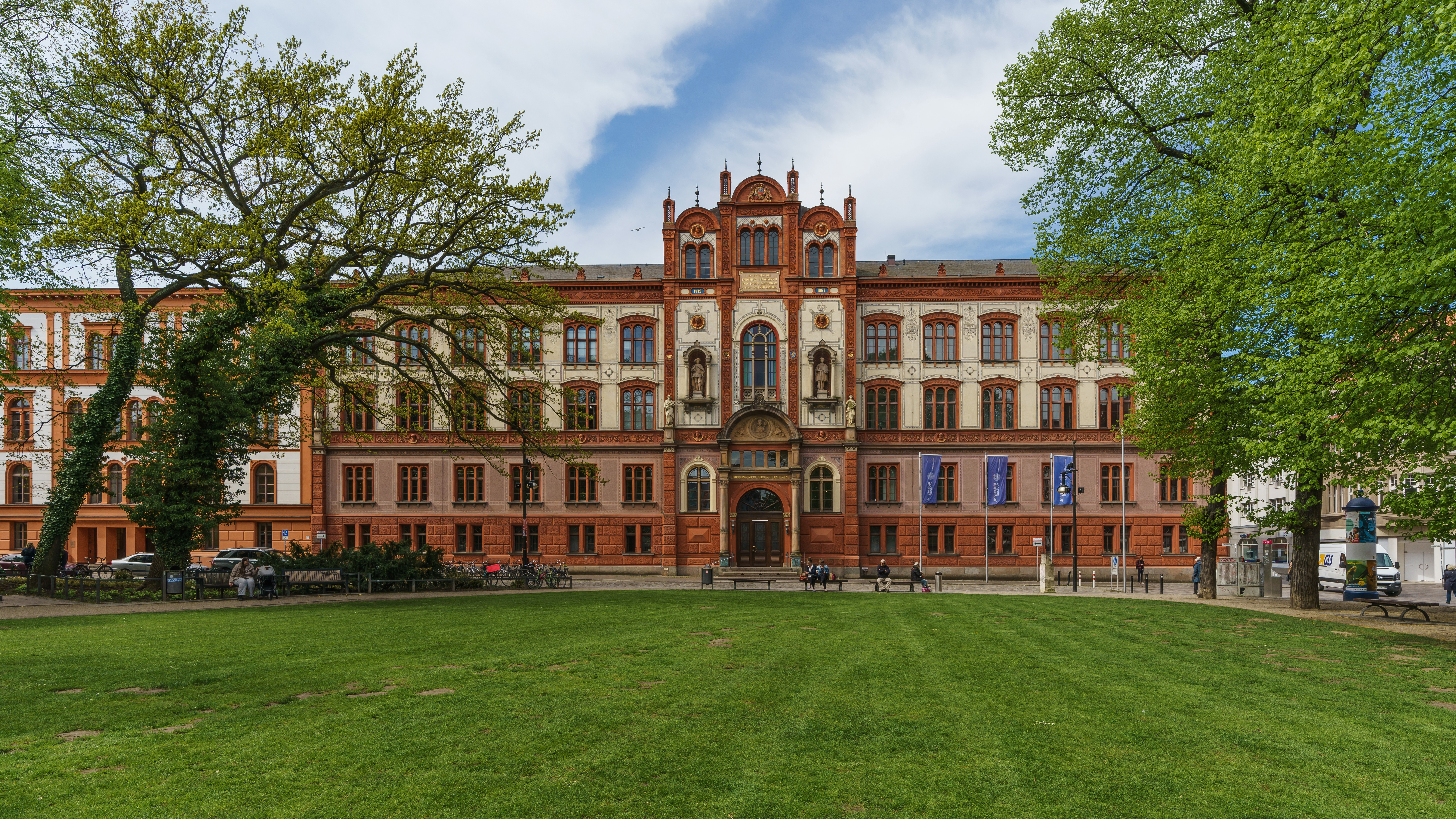
Casa central

La Universidad de Rostock cuenta en la actualidad con ocho facultades, a saber, Teología Evangélica, Filosofía, Literatura, Ciencias Naturales y Matemáticas, Derecho, Ingeniería, Agricultura y Medio Ambiente, Medicina, y Ciencias Políticas y Sociales.
Entre sus alumnos más famosos se incluyen el astrónomo Tycho Brahe, el arqueólogo Heinrich Schliemann y el filósofo Moritz Schlick.